# Heinrich Cornelius Agrippa von Nettesheim
Heinrich Cornelius Agrippa von Nettesheim (Colónia, 14 de setembro de 1486 — Grenoble, 18 de fevereiro de 1535) também conhecido em algumas obras portuguesas como Henrique Cornélio Agrippa, foi um intelectual polímata e um influente escritor do esoterismo da Renascença, nome maior da corrente do cristianismo hermético da época. Interessou-se por hermetismo, e diferentes práticas esotéricas, como teurgia e cabala cristã, goécia, alquimia, astrologia e também por outras práticas percursoras de movimentos rosacrucianos, teosóficos, etc. Esteve a serviço do Sacro Imperador Romano Maximiliano I, sob cuja asa devotou-se ao estudo das ciências ocultas. Citado por Mary Shelley em Frankenstein e aparecendo no conto O Mortal Imortal como um dos personagens, Agrippa é mais conhecido por ser o autor do tratado mais abrangente e famoso sobre hermetismo da Renascença: De Occulta Philosophia libri tres ("Três livros de Filosofia Oculta").

## Biografia
Ao fim da vida, revoltou-se contra as práticas esotéricas e demais "artes curiosas" associadas a diferentes correntes herméticas, mas também contra ciências mais respeitáveis e estabelecidas: De incertitudine et scientiarum vanitate et Artium, atque Excellentia Verbi Dei, declamatio invectiva, é uma das obras desse período, em que passou a advogar o ceticismo e a simples devoção fideísta. À semelhança de muitos outros hermetistas, o pensamento de Agrippa, viria a influenciar diversas correntes de investigação cientificas póstumas, da química, à biologia, à própria física, e toda uma série de sistemas que são hoje utilizados, inclusive, por diferentes organizações médicas, no evoluir de diferentes tipos de tratamentos e práticas científicas. Em 1529, escreveu uma de suas últimas obras, De Nobilitate e Praecellentia Foeminei Sexus, em que  argumenta que o sexo feminino é superior e não meramente igual ao masculino, a fim de cair nas graças da rainha austríaca a quem dedicou o opúsculo.
Já no próprio século, não raro foi caluniado como um perigoso hermetista e herético (crimes à época). De occulta philosophia foi também muito lida por estudantes universitários, dos mais recônditos aos menos respeitáveis da corrente filosófica do naturalismo e das ciências ocultas: alguns buscando alternativas para a filosofia aristotélica ensinada nas universidades; outros visando objetivos menos virtuosos, como o sucesso em transmutações alquímicas ou o domínio dos "arcanos da magia" para controlar tanto o mundo natural quanto o espiritual. Toda esta pesquisa viria mais tarde a influenciar inclusive, investigação na área das telecomunicações, a partir do momento em que muitos dos efeitos reproduzidos por muitos destes rituais, podem ser replicados, a partir de campos electromagnéticos gerados com telecomunicações.
Agrippa marcou tanto a História do mundo quanto a própria com posições bastante antagônicas ao longo da vida, consagrando-se inicialmente como bastante crédulo em relação ao hermetismo, alquimia e astrologia, e posteriormente na velhice como um grande cético, inclusive em relação a tudo que escrevera um dia sobre magia e ocultismo. Como homem de seu tempo, Agrippa foi um dos muitos reflexos e exemplos nítidos da grande agitação intelectual que apoderara os humanistas da Renascença em suas buscas pessoais e pesquisas acadêmicas das obras dos antigos: uma busca que incluía não apenas os autores clássicos considerados "respeitáveis" pelos modernos, como também um vasto corpo de antigos (ou pseudo-antigos) textos que alegadamente ofereciam a sabedoria "das origens", de uma suposta era da civilização humana chamada prisca theologia: esses textos arcanos seriam os papiros herméticos do antigo Egito, dos oráculos dos caldeus, das escrituras de Zoroastro, dos ensinos atribuídos a Pitágoras e supostamente repassados dele para Platão e seus discípulos. Dos principais especialistas desse século sobre este tipo espiritual e teosófico da sabedoria antiga, Agrippa foi um dos maiores e mais proeminentes, influindo até hoje no ocultismo contemporâneo mesmo apesar de todas as críticas e reconsiderações que fez ao tema nos dias da velhice.

## Obras autênticas e atribuídas
1. Opera, 2 volumes, Lyons, por Fratres Beringos. A impressão desta edição é obviamente falso (a firma de Bering tinha deixado muito antes de publicar qualquer data provável da publicação. Havia várias reimpressões, com conteúdos que variavam, mas todos com a inscrição falsa.
2. De incertitudine et scientiarum vanitate declamatio invectiva. Colónia, 1531. Primeira edição: Antuérpia, l530.
3. De occulta philosophia libri três.
4. De occulta philosophia libri tres, ed. por Vittoria Perrone Compagni. Leiden: EJ Brill, 1992. Esta edição crítica incorpora o texto inicial apresentado ao Trithemius em 1510, bem como o texto maduro impresso em 1531 e 1533. Inclui Introdução valiosa Perrone Compagni e extensas anotações e índices.
5. De nobilitate et praecellentia foeminei sexus, a crítica édition d'après le texte d'Anvers 1529, editado por R. Antonioli e Bene C.; traduzido por O. Sauvage. Genebra: Librairie Droz, 1990. Declamação sobre a Nobreza e preeminência do sexo feminino , traduzido e editado com uma introdução ("Agrippa ea Tradição Feminista", 3-37) por Albert Rabil, Jr. Chicago: University of Chicago Press, 1996.
6. Dialogus de homine, ed. por Paola Zambelli. Rivista di storia della critica Filosofia 13 (1958): 47-71.